# Miguel Tendillo
Miguel Tendillo Belenguer (Moncada, 1º febbraio 1961) è un ex calciatore spagnolo.

## Carriera

### Club
Cresciuto nel Valencia, dopo essere passato dalla squadra riserve, esordisce nella Primera División spagnola nella stagione 1978-1979. Ben presto si ritaglia uno spazio importante nella squadra, rimanendovi per otto anni, disputandovi oltre 200 partite nel massimo campionato.
Nel 1986 si trasferisce al Real Murcia, venendo acquistato l'anno successivo dal Real Madrid. Con le merengues disputa altri cinque campionati, terminando la carriera nel 1993 tra le file del Burgos.

### Nazionale
Ha partecipato ai Mondiali Under-20 del 1979.
Ha totalizzato 27 presenze con la Nazionale di calcio spagnola, esordendo nella partita Danimarca-Spagna (2-2) del 21 maggio 1980. Ha anche partecipato sia al Campionato europeo di calcio 1980 che al Campionato mondiale di calcio 1982.

## Palmarès

### Club

#### Competizioni nazionali
- Campionato spagnolo: 3

Real Madrid: 1987-1988, 1988-1989, 1989-1990
- Coppa di Spagna: 2

Valencia: 1978-1979
Real Madrid: 1988-1989
- Supercoppa di Spagna: 3

Real Madrid: 1988, 1989, 1990

#### Competizioni internazionali
- Coppa delle Coppe: 1

Valencia: 1979-1980
- Supercoppa UEFA: 1

Valencia: 1980